# Gonnostramatza
Gonnostramatza (Tamariskenhügel) ist eine italienische Gemeinde in der Provinz Oristano auf Sardinien.

## Sehenswürdigkeiten

### Pfarrkirche
In der Pfarrkirche der kleinen Landgemeinde befindet sich der Altar „Retablo di San Paolo“ von 1501, das einzige signierte und datierte Werk des Lorenzo Cavaro von Stampace. Die Signatur lautet: En l'any MDI es pintada feta la dit retaulu per mas de mestal Lores Cavaro de stampas. Lorenzo und vor allem sein Sohn Pietro Cavaro gelten als Begründer der Schule von Stampace, benannt nach dem Stadtviertel der Hauptstadt Cagliari, in dem ihre Ateliers lagen. Pietro Cavaro, der ca. 1508–1537 wirkte, beeinflusste im 16. Jahrhundert die Malerei auf Sardinien und gilt vielen Kunstkritikern als größter sardischer Maler. 
Bildprogramm
- In der Pessa (Mittelteil) ist die Kreuzigung und darunter die thronende Madonna dargestellt, auf der linken und rechten Tafel, jeweils gegenüberstehend, der Verkündigungsengel und die Annunziata sowie Petrus und Paulus.
- In der neunteiligen Predella, deren drei mittlere Tafeln das Tabernakel bilden sind (v. l. n. r.) zu sehen: Die Heilige Katharina von Alexandria, der Heilige Georg (zu Pferd), der Heilige Sebastian, die Schmerzensjungfrau (Addolorata), Christus (Pietà), die Heiligen Johannes, Pantaleon, Julius (zu Pferd) und Lucia.[2]

### Museum
Im Ort befindet sich das „Museo Turcus e Morus“ das die Überfälle der Türken und Mauren zum Thema hat.

### Umgebung
Südöstlich, nicht weit entfernt von Gonnostramatza befindet sich in der für ländliche Verhältnisse riesigen Pfarrkirche von Lunamatrona, der Altar „Retablo di Santa Maria“, aufgestellt in der 1. Seitenkapelle rechts; vermutlich ein Werk des Antioco Mainas. Das Bilderprogramm ähnelt dem Retabel von Gonnostramatza, lediglich Petrus und Paulus wurden in die einfachere, fünfteilige Predella verbannt und durch Johannes den Täufer und den Erzengel Michael ersetzt. Erfrischend ist Mainas naive Nachempfindung einer Raffael-Madonna auf dem Mittelbild.
Das Grab von Bingia ’e Monti ist eine pränuraghische Stätte südwestlich von Gonnostramatza.